# Ympning (teknik)
För andra betydelser, se Ympning (olika betydelser).
Inom tillverkningsteknologin betecknar ympning tillsättning av ämnen i en smälta (eller i vissa fall en lösning) som underlättar bildandet av kristaller i samband med stelning eller utfällning genom nukleation. Genom detta kan fler kristaller bildas och en mer likaxlig struktur erhållas. Syftet med ympning är att få en eftersträvad kristallstruktur i ett material som gjuts eller på annat sätt skapas ur smältan eller lösningen.